# Тренделенбургов знак
Тренделенбургов знак (ТЗ) један је од дијагностичких показатења код људи са слабим или парализованим мишићима одмицачима (абдукторима)  кука ( средњи седални мишић и мали седални мишић). Овај брз и лак тест може помоћи у идентификацији функционалне слабости тела у стојећем положају.

## Етимологија
ТЗ је име добио по немачком хирургу Фридриху Тренделенбургу. Често се погрешно наводи као Тренделенбургов тест који се користи за дијагнозу васкуларне инсуфицијенцију у доњим екстремитетима.

## Техника
Овај тест се изводи у стојећем положају. Пре почетка теста пацијент се поставља тако да стоји на једној нози 30 секунди, уз евентуално држање руком за ослонац ако му је потребно за одржавање равнотеже. Све време теста посматра са да ли карлица остаје равна током стајања на једној нози.
За Тренделенбургов знак се каже да је позитиван ако, када пацијент стојите на једној нози карлица јако падне на страну која је супротна нози у ставу. Слабост мишића је присутна на страни ноге у ставу. Ако пацијент компензује ову слабост нагињањем трупа/грудног коша на захваћену страну, онда ће карлица бити подигнута, а не спуштена, на страни супротне ноге у ставу. Дакле, у истој ситуацији, пацијентов кук може бити спуштен или подигнут, у зависности од тога да ли пацијент активно компензује или не. Компензација помера центар гравитације на захваћену страну, а такође смањује угао између мишића приводилаца кука и бутне кости, а оба смањују силе које треба применити од стране мишића приводилаца кука да би се одржао релевантно држање.
Велики седални мишић је веома важан током фазе стајања и циклуса хода да би се оба кука одржала на истом нивоу. Став на једну ногу чини око 60% циклуса хода, а током фазе ослањања, на зглоб кука се преноси приближно три пута већа телесна тежина. 
Тренделенбургов знак се може јавити када постоји мишићна дисфункција (слабост средњег или малог седалног мишића) или када неко осећа бол.

## Етиологија
Позитиван Тренделенбургов знак је узрокован слабошћу или неефикасним деловањем мишића одмицача доњег екстремитета, средњег седалног мишића и малог седалног мишића. 
Оштећење моторног нервног снабдевања бочних седалних мишића (средњег седалног мишића и малог седалног мишића)
- Полиомијелитис који укључује Л5 (такође се може видети пад стопала јер Л5 инервира предњи мишић тибијалиса).

- Оштећење горњег седал ног нерва.

Привремена или трајна слабост бочних седалних мишића
- Тендинитис.

- Пенетрирајућа повреда.

- Инфекција, апсцес – крвно преносиви, посттрауматски или пост-хируршки.

Неефикасна акција (недовољна полуга) бочних седалних мишића
- Велика трохантерична авулзија.

- Прелом (или неспајање) врата бутне кости.

- Кокса вара  (угао између главе бутне кости и осовине је мањи од 120 степени).

Оштећење зглоба кука (упориште) - хронична или развојна дислокација кука/дисплазија
- Остеонекроза.

- Развојна дисплазија.

- Хронична инфекција.

- Некоригована трауматска дислокација.

## Клинички крајњи резултат
Иако се Тренделенбургов знак сматра лаким и поузданим тесто он не може да дијагностикује стања кука као што су остеоартритис или нестабилност кука.
Такође показало се да је он ефикаснији када јеовај знак део низа тестова као што су ручна динамометрија и посматрања која помажу у процени снаге мишича приводилаца кука.